# Doggerland
Doggerland er navnet på et tidligere landområde beliggende mellem England og det europæiske fastland. Doggerland forbandt i sin tid disse områder og gjorde dem til et sammenhængende, landfast område.

## Forskningshistorie
Anerkendelsen af, at der i Vesterhavet befandt sig et tidligere landområde, skete første gang i 1913, da Clement Reid efter fund af planterester og bearbejdet flint fra stenalderen i landets grænseområder. I 1915 rejste Sir Arthur Keith i bogen The Antiquity of Man spørgsmålet om den mulige betydning af Doggerland. I 1931 fik trawleren Colinda et stykke tørv i garnet ved fiskeri nær Ower Banke ca. 40 km øst for Norfolk. Tørveklumpen indeholdt blandt andet et 220 mm langt stykke bearbejdet hjortetak, formentlig anvendt til en harpun eller fiskespyd og dateret til stenalder. Det var dog først i 1990-erne, da professor Bryony Coles skabte benævnelsen "Doggerland" (efter Doggerbanke, opkaldt efter "dogge", den hollandske benævnelse for et fiskefartøj), at der kom gang i udforskningen af det tidligere landområde, herunder dets terræn, i form af seismiske undersøgelser fremskaffet især ved petrokemiske undersøgelser i området.
De hidtil ældste vidnedsbyrd om tilstedeværelsen af mennesker er fragmenter af en hjerneskal fra et neanderthal-menneske, mere end 40.000 år gammelt, fundet ved Middeldiep, ca. 16 km fra den hollandske kyst.
I marts 2010 blev det bekendtgjort, at anerkendelsen af den mulige arkæologiske betydning af området kan få indflydelse på, om der kan tillades off-shore vindmølleparker i Vesterhavet.

## Oprindelse
Doggerlands oprindelse går tilbage til tiden før sidste istid (Weichsel-istiden), hvor Rhinen flød nordover langt uden for de senere (nuværende) kyster i et da tørt landområde. Under istiden dannedes en stor issø, der modtog vand fra smeltet is og vandløb. Med tiden blev vandmængden så stor, at den førte til et afstrømningsløb mod syd gennem den Engelske Kanal ud i Doverstrædet. Under istiden dannede iskapper over den nordlige del af de britiske øer og Skandinavien et sammenhængende isskjold, og vandstanden var ca. 120 m lavere end i dag. Doggerland forbandt Jylland med den sydøstlige engelske kyst som en ubrudt forlængelse af det europæiske kontinent og strakte sig mod nord til Vikingbanke vest for Bergen, idet kun Norske Rende adskilte det fra den sydvestlige norske kyst.
Landskabet var skabt med morænerygge, dødishuller, gennemskåret af vandstrømme, med tundrabevoksning. Blandt de fundne dyrerester er mammuttænder.
Også menneskene færdedes i området. Det er formodet, at en del af Norges bosætning er sket med Ahrensburgkulturen via Doggerland samtidig med en parallel bosætning via Danmark og Halland, den såkaldte Fosna-Hensbackakultur.

## Topografi
Doggerland havde for 10.000 år siden (8000 f.Kr.) et areal på 23.000 km2. Det lå i den sydlige del af Nordsøen, og forbandt det daværende kontinentale Europa - Holland, Tyskland og Danmark - med østkysten af de britiske øer.
I begyndelsen af pleistocæn og før Weichselistiden udmundede Rhinen nord for Doggerbanke i Atlanterhavet, hvilket omkring 65 millioner år gamle sedimenter (silt) fra kænozoikum i East Anglia viser. Under den sidste istid var den sydlige del af Nordsøen - mellem Doggerbanke og Den Engelske Kanal - en sø, hvori floderne Thames, Seine, Meuse, Rhinen og nordeuropæiske gletsjere løb ud. Strømmen af søen udmundede i en fælles flodseng i den da tørre Engelske Kanal i Atlanterhavet, og udgjorde da den største flod i Europa.
Under Weichselistiden var enorme mængder af vand bundet i isen af gletsjerne. Havniveauet lå under Weichselistidens maksimum, som følge af regressionen, op til 120 m dybere, og kysterne gik ca. 600 km længere nordpå end i dag. Meget af nutidens Nordsøen dannede i jægerstenalderen Doggerland. Doggerland blev stort set ikke er dækket under Weichselistiden af de nordlige iskapper. Der var tundra dannet på permafrost og solifluction skabte et kuperet landskab. I slutningen af Weichselistiden lå havniveauet stadig omkring 60 m under det nuværende niveau. Kysten fortsatte med at ligge nord for Doggerland. De Britiske Øer og kontinentet dannede en sammenhængende landmasse.
University of Birmingham, i forbindelse med forskningsprojektet Mapping Doggerland forestået af Vince Gaffney [6] og hans kolleger i Visual and Spatial Technology Centre (VISTA) for en landmasse på ca. 23.000 km2 viser et omfattende netværk af floder, en række små søer og en central ferskvandsindhav. Data til projektet leveret den norske virksomhed Petroleum Geo-Services ASA (PGS), hvis virkeområde er den geofysiske undersøgelse af havbunden. Under de mange floder markerer sig 10m under Doggerbankes silt den efter Fred Shotton (1906-1990) opkaldt Shotton-floden, samt den store sø Outer Silver Pit, der senere forvandledes til en enorm delta-system omfattende flere floder, og som i dag fremstår som en dal i bunden af Nordsøen.
Under et møde i Royal Society i sommeren 2012 blev Atlas of Doggerland præsenteret. Dette dokument viser ifølge Richard Bates, en geokemiker på University of St. Andrews, at landet var signifikant større end tidligere antaget.

## Forsvinden
I takt med, at isen afsmeltede mellem 9.000 og 6.000 f.Kr., steg vandstanden i havene, og ligeledes skete en landhævning i den nordlige del af Skandinavien som følge af, at isens tryk forsvandt; til gengæld skete en landsænkning længere sydpå. Disse forandringer bevirkede, at Doggerland med tiden forsvandt under havets overflade i en proces, der afsluttedes omtrent 5.700 f.Kr.
Ny teori fremsat af Dr. Jon Hill fra Imperial College i London: "Tsunamien opstod efter et enormt undersøisk mudderskred på havbunden ud for Norges kyst for 8200 år siden. Mudderskredet, der kaldes Storeggaskredet, vurderes til at være på omkring 3000 kubik-kilometer materiale. Den efterfølgende tsunami er blevet målt til en højde på 14 meter, da den nåede Skotlands kyst, og ifølge teorien dræbte den alle, der på det tidspunkt boede på det flade Doggerland, der de fleste steder ikke var højere end fem meter."
En teori forbinder samme jordskred med oversvømmelsen af den hypotetiske ø Viking-Bergenøen.